# Challenger de Verona 2024
El torneo Internazionali di Tennis Città di Verona 2024 fue un torneo de tenis perteneció al ATP Challenger Tour 2024 en la categoría Challenger 100. Se trató de la 4ª edición; el torneo tuvo lugar en la ciudad de Verona (Italia), desde el 22 hasta el 28 de julio de 2024 sobre pista de tierra batida al aire libre.

## Jugadores participantes del cuadro de individuales
| Preclasificado | País                        | Jugador              | Rank1 | Posición en el torneo |
| 1              | Bandera de Argentina        | Pedro Cachín         | 110   | Primera ronda         |
| 2              | Bandera de los Países Bajos | Jesper de Jong       | 114   | Cuartos de final      |
| 3              | Bandera de Italia           | Stefano Napolitano   | 125   | Baja                  |
| 4              | Bandera de Francia          | Richard Gasquet      | 132   | Segunda ronda         |
| 5              | Bandera de Bolivia          | Hugo Dellien         | 140   | Cuartos de final      |
| 6              | Bandera de Italia           | Andrea Pellegrino    | 153   | Segunda ronda         |
| 7              | Bandera de España           | Alejandro Moro Cañas | 158   | Primera ronda         |
| 8              | Bandera de Francia          | Ugo Blanchet         | 161   | Segunda ronda         |
| 9              | Bandera de Alemania         | Henri Squire         | 169   | Primera ronda         |

- 1 Se ha tomado en cuenta el ranking del 15 de julio de 2024.

### Otros participantes
Los siguientes jugadores recibieron una invitación (wild card), por lo tanto ingresan directamente al cuadro principal (WC):
- Jacopo Berrettini
- Marco Cecchinato
- Lorenzo Sciahbasi

Los siguientes jugadores ingresan al cuadro principal tras disputar el cuadro clasificatorio (Q):
- Federico Arnaboldi
- Nikoloz Basilashvili
- Petr Nesterov
- Andrea Picchione
- Max Hans Rehberg
- João Lucas Reis da Silva

## Campeones

### Individual Masculino
- Federico Arnaboldi derrotó en la final a  Vilius Gaubas por 6–2, 6–2

### Dobles Masculino
- Marcelo Demoliner /  Guillermo Durán derrotaron en la final a  Yanaki Milev /  Petr Nesterov por 6–7(6), 7–6(3), [15–13]